# Showtime, Storytime
Showtime, Storytime ist ein Livealbum der finnischen Symphonic-Metal-Band Nightwish. Es erschien am 29. November 2013 über Nuclear Blast und ist die erste Bandveröffentlichung mit der Sängerin Floor Jansen.

## Entstehung
Die DVD enthält den Auftritt der Band beim Wacken Open Air am 3. August 2013 sowie den knapp zweistündigen Dokumentarfilm Please Learn the Setlist in 48 Hours. Darüber hinaus enthält die DVD zwei weitere Livevideos. Eine Version des Liedes I Want My Tears Back aufgenommen in Helsinki sowie das Lied Ghost Love Score aufgenommen in Buenos Aires. Abgerundet wird die DVD durch ein 16-minütiges Video von einem Tischeishockeyturnier, das die Musiker auf der Tour ausgetragen haben. Regie führte Ville Lipiäinen.
Ursprünglich wollte die Band nur eine Tourdokumentation veröffentlichen. Die Plattenfirma Nuclear Blast schlug vor, die Dokumentation mit einem Konzertmitschnitt zu erweitern. Zunächst sträubte sich Keyboarder Tuomas Holopainen gegen diesen Vorschlag, da er lieber einen Konzertmitschnitt der besonderen Art mit Orchester veröffentlichen wollte. Da dieser Plan zeitlich nicht umsetzbar war stimmten die Musiker schließlich zu. Da die DVD sowohl ein Konzert als auch eine Dokumentation enthält wurde der Titel Showtime, Storytime gewählt.
Der Titel der Dokumentation Please Learn the Setlist in 48 Hours bezieht sich auf die Umstände, wie die Sängerin Floor Jansen zur Band stieß. Während der Nordamerika-Tournee der Band im Oktober 2012 trennten sich die Musiker von ihrer damaligen Sängerin Anette Olzon. Daraufhin kontaktierte Holopainen Floor Jansen und bat sie, nach Seattle zu reisen, wo das nächste Konzert stattfinden sollte. 48 Stunden nach diesem Anruf standen Nightwish erstmals mit Jansen als Sängerin auf der Bühne.
Die Trennung von Olzon hatte noch großen Einfluss auf die Endproduktion. Olzon verlangte von der Band und vom Regisseur, aus allen bereits geschnittenen Passagen der Dokumentation entfernt und nicht einmal namentlich erwähnt zu werden. Laut Ville Lipiäinen musste die Arbeit von fünf Wochen in den Müll geworfen werden. Für den neuen Schnitt wurden weitere zwei Wochen Arbeit fällig. Tuomas Holopainen erklärte in einem Interview, dass er die Beweggründe von Olzon und ihrem Manager nicht nachvollziehen kann, da beide das Material nie gesehen haben. Holopainen wollte daraufhin das gesamte Projekt verwerfen, wurde aber vom Regisseur überredet.

## Titelliste
| 1. Crimson Tide 2. Dark Chest of Wonders 3. Wish I Had an Angel 4. She Is My Sin 5. Ghost River 6. Ever Dream | 1. Storytime 2. I Want My Tears Back 3. Nemo 4. Last of the Wilds 5. Bless the Child 6. Romanticide | 1. Amaranth 2. Ghost Love Score 3. Song of Myself 4. Last Ride of the Day 5. Imaginaerum |

## Rezeption
Frank Albrecht vom deutschen Magazin Rock Hard lobte die „erstklassige Ton- und Bildqualität“ des Konzertmitschnitt sowie die Dokumentation, die „zu keiner Sekunde langweilig ist und nichts auslässt“. Für Sebastian Kessler vom deutschen Magazin Metal Hammer schafft es das Bühnengeschehen „auch auf Konserve Gänsehaut zu erzeugen“, wofür er sechs von sieben Punkten vergab.